# Claville
Claville is een gemeente in het Franse departement Eure (regio Normandië). De plaats maakt deel uit van het arrondissement Évreux. Claville telde op 1 januari 2022 1.068 inwoners.

## Geografie
De oppervlakte van Claville bedroeg op 1 januari 2022 17,66 vierkante kilometer; de bevolkingsdichtheid was toen 60,5 inwoners per km².

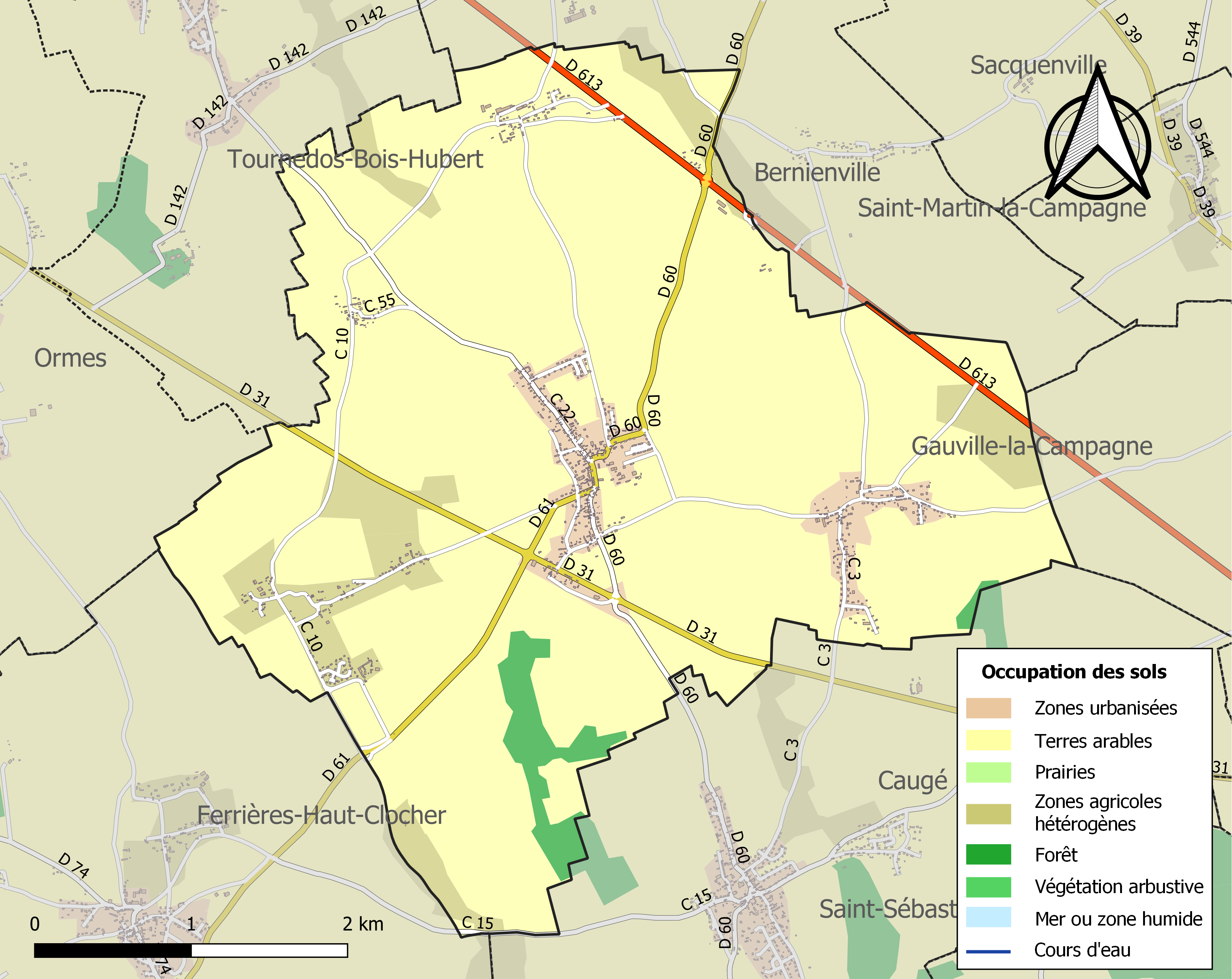
Kaart van de gemeente met belangrijkste infrastructuur, bodemgebruik en omliggende gemeenten

## Demografie
Onderstaande figuur toont het verloop van het inwonertal (bron: INSEE-tellingen).